# Gallsworthyryggen
Gallsworthyryggen är en bergstopp i Antarktis. Den ligger i Östantarktis. Norge gör anspråk på området. Toppen på Gallsworthyryggen är 1 594 meter över havet.
Terrängen runt Gallsworthyryggen är lite kuperad, och sluttar söderut.  Trakten är obefolkad. Det finns inga samhällen i närheten.